# 納蓋島

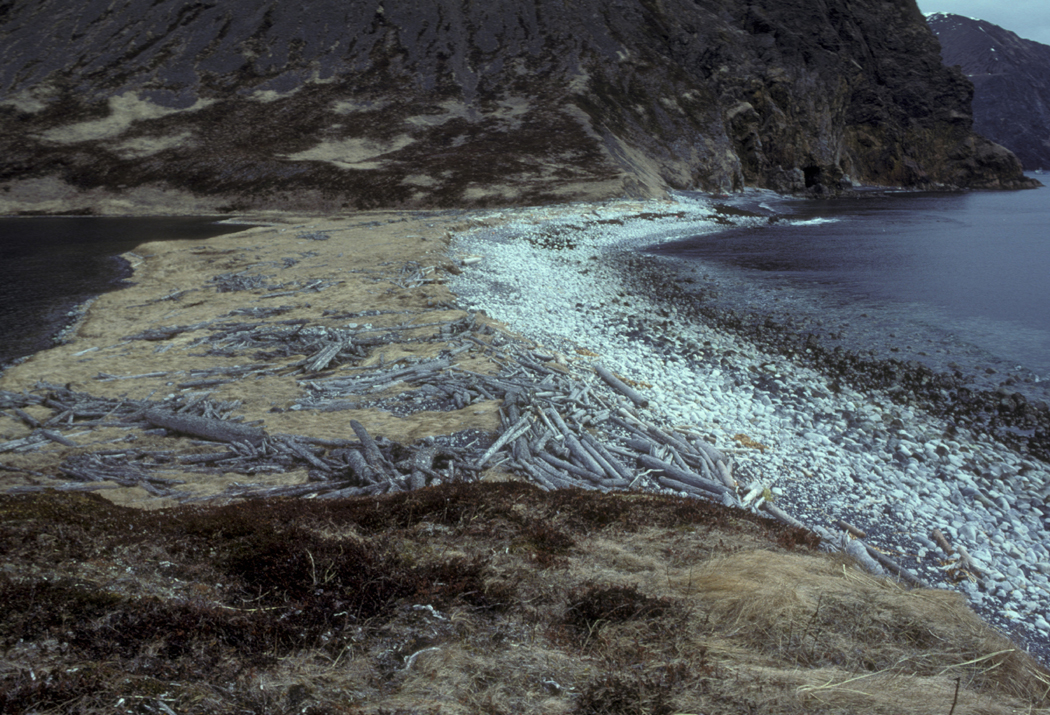

納蓋島是美國的島嶼，位於阿拉斯加半島以南的阿拉斯加灣，屬於舒馬金群島的一部分，行政方面由阿拉斯加州東阿留申自治市鎮負責管轄，長49.8公里。
54°57′11″N 160°09′15″W / 54.95306°N 160.15417°W